# Lijek (1917.)
Lijek (u eng. izvorniku: The Cure) je bila 10. crno-bijela filmska komedija iz Mutual Film Corporationa u kojoj se pojavio Charlie Chaplin.

## Glume
- Charlie Chaplin - ovisnik o alkoholu
- Edna Purviance - cura
- Eric Campbell - čovjek s kostoboljom
- Henry Bergman - maser
- John Rand - sanitarni polaznik
- James T. Kelley - sanitarni polaznik
- Albert Austin - sanitarni polaznik
- Frank J. Coleman - sanitarni inspektor